# Cantón de Nay-Oeste
El cantón de Nay-Oeste era una división administrativa francesa, situada en el departamento de los Pirineos Atlánticos y la región Aquitania.

## Composición
El cantón incluía nueve comunas y una parte de la ciudad de Nay:
- Arros-de-Nay
- Arthez-d'Asson
- Asson
- Baliros
- Bourdettes
- Bruges-Capbis-Mifaget
- Haut-de-Bosdarros
- Nay (oeste)
- Pardies-Piétat
- Saint-Abit.

## Supresión del cantón de Nay-Oeste
En aplicación del Decreto n.º 2014-248 de 25 de febrero de 2014, el cantón de Nay-Oeste fue suprimido el 22 de marzo de 2015 y sus diez comunas pasaron a formar parte del nuevo cantón de Ouzom, Gave y Orillas del Neez.